# Botanic Gardens Conservation International
Botanic Gardens Conservation International, abrégé par le sigle BGCI, est une association sans but lucratif créée en 1987 qui a pour objet la préservation de la diversité botanique. Basée à Londres, au Royaume-Uni, elle compte plus de 800 jardins botaniques adhérents dans 120 pays. Elle est parrainée par le Prince Charles et emploie 17 salariés permanents, principalement à son siège londonien.

## Jardins botaniques reconnus par le BGCI
Jardins reconnus par le BGCI. En gras, les jardins botaniques membres de la BGCI.

### France
- Jardin des plantes de Paris
- Arboretum de Versailles-Chèvreloup

### Indonésie
* Jardin botanique de Bogor
- Jardin botanique de Cibodas
- Jardin botanique de Purwodadi

### Italie
- Jardin botanique de Pise